# Нові праві

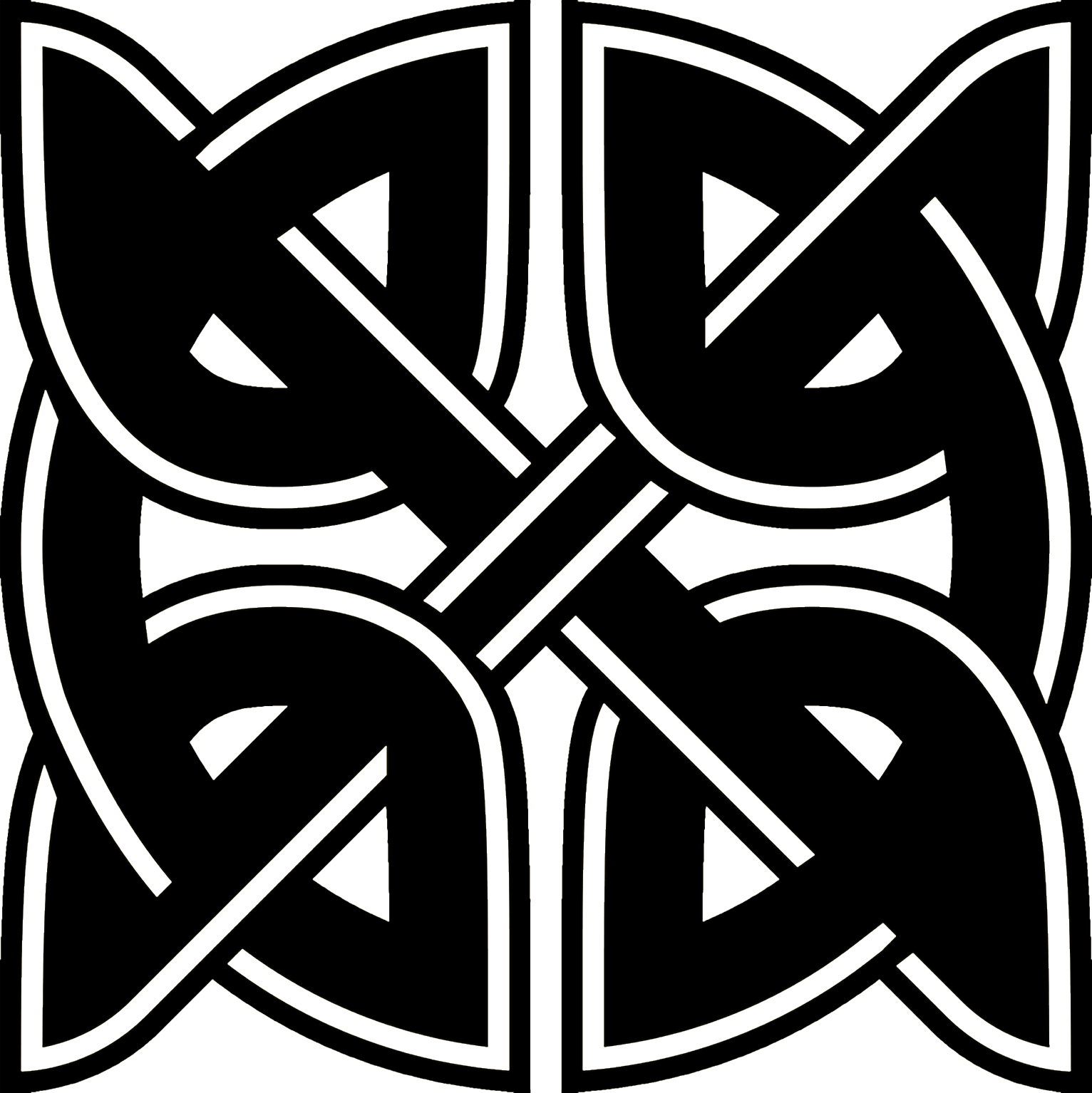
Бретонський хрест — символ, який використовує GRECE, одна з головних асоціацій, що представляє нових правих.

Нові праві (фр. Nouvelle Droite) — течія ультраправої політичної думки з націонал-європейським спрямуванням, що виникла в Франції у 1969 році із заснуванням Група дослідження і вивчення європейської цивілізації (GRECE), головним представником якої є есеїст Ален де Бенуа. Під час висвітлення у ЗМІ діяльності нових правих влітку 1979 року «Клуб годинникарів» опинився в одному ряду з GRECE — плутанина, яку лідери обох груп завжди заперечували.
Де Бенуа та інші ранні члени GRECE були учасниками ультраправих політичних рухів, а їхній новий рух перебував під впливом старих течій правої думки, таких як німецький консервативний революційний рух. Відкидаючи ліві ідеї людської рівності, нові праві також зазнали сильного впливу тактики нових лівих і деяких форм марксизму. Соціокультурні ідеї італійського марксиста Антоніо Ґрамші є особливо впливовими, а члени «Нових правих» (НР) називають себе «грамшіанцями правого спрямування».
НП досягла рівня респектабельності у Франції в 1970-х роках, перш ніж її репутація і вплив знизилися в результаті тривалої лівої й ліберальної антифашистської опозиції. Члени «Нових правих» приєдналися до кількох політичних партій, набувши особливо сильного впливу у Французькому національному фронті. Їхні ідеї також вплинули на ультраправі групи в інших країнах Європи. У 21 столітті НД відіграє певну роль у кількох ультраправих групах, таких як ідентифікаційний рух та форми національного анархізму.
Рух має зв'язки зі старими фашистськими групами й вважається однією з форм фашизму, хоча прихильники руху, який стоїть біля джерел ширших європейських нових правих, відкидають цей ярлик.

## Історія
Хоча ця течія виникла у Франції, вона швидко поширилася в інших європейських країнах, зокрема в Італії та Німеччині, де у взаємодії з французькою течією розвинулися дві повноцінні «неоправі» течії — Nuova Destra і Neue Rechte, причому остання залишилася досить невіддільною від GRECE. Точне походження виразу «нові праві» залишається незрозумілим. Дехто приписує його авторство самому Алену де Бенуа, але більш імовірно, що це журналістське позначення, перші сліди якого важко віднайти. Схоже, воно було відоме в ультраправих колах задовго до медійного прориву 1979 року. Так, у березні 1975 року лідери Партії нових сил, неофашистського угруповання, заявили про свою приналежність до неї на форумі під назвою «La nouvelle droite, là voilà» (фр. Нові праві, ось і все.).

## Ідеологія
Під прапором «нових правих» об'єдналися соціалісти, прибічники буржуазної демократії, германофіли й модерністи, а згодом і слов'янофіли. Провідним принципом «нових правих» став принцип континентальної політики. На думку деяких ідеологів «нових правих», всі етнії, що населяють Європу, є індоаріями, тобто мають «спільне минуле», тож мусять мати й «спільне майбутнє». Державам Європи потрібно вийти з НАТО, дотримуватися суворого нейтралітету і створити власні ядерні сили. Саме таку політику здійснював до кінця 60-х років Президент Франції генерал де Голль. «Нові праві» шукали розуміння й підтримки на Сході, виявляли інтерес до зовнішньої політики СРСР і Китаю. В ідеї союзу Європи й СРСР вони бачили можливість протистояння атлантизмові й мондіалізмові.  З погляду елітизму, «нові праві» критикували ідеї фашизму і націоналізму за зайву орієнтацію на маси.[джерело?]
«Нові праві» констатують сповивальну Європу моральну та культурно-ціннісну кризу і претендують вивести її з цієї кризи, розробивши нову ідеологію, засновану на її культурних та політичних джерел. Вони виступають проти мультикультуралізму, проголошуючи орієнтацію на традиційні національно-культурні цінності; проти економізму, проголошуючи автономію чи навіть примат політики над іншими сферами суспільного життя.
Ряд дослідників пов'язують ідеологію «Нових правих» з неофашизмом або вважають її профашистською, водночас підкреслюючи її відмінності від «класичного» фашизму. Так, професор Андреас Умланд, цитуючи Роджера Гріффіна і М. Фольдмана, пише у зв'язку з підтримкою «GRECE» «Національного фронту» Ле Пена:
|  | Вони забезпечили Національному фронту вишуканий, демократично «респектабельний» дискурс расистського і націоналістичного Третього шляху, в основі якого — ідеї ідентичності, коренів і відмінності, котрі виявились в достатній формі відмінними від формул «класичного» фашизму, щоб надати організації (Національному фронту. — А.У.) доступ в партійную систему» |

На відміну від «старих правих», котрих вони критикували за тоталітаризм і реакційність, «нові праві» не заперечували модернізацію, але намагалися створити нову сучасну ідеологію, спрямовану проти егалітаризму і ліберально-демократичних ідей, які панували в європейській культурі з часів Просвітництва. Головним предметом критики є глобалізація.

## Українські нові праві
Українські нові праві — праворадикальна суспільно-політична течія у громадсько-політичному русі України.

### Передумови виникнення
Проблема ідеологічних і організаційних розбіжностей між радикально налаштованими ультраправими громадськими організаціями («Патріот України», Українська Націонал-Трудова партія, національна дія «Рід», «Українська Альтернатива» та інші) та відносно поміркованими, так званими «старими правими», зріла впродовж всієї другої половини 1990-х рр.
Кілька разів вона випливала назовні у формі нескоординованості дій під час різноманітних урочистостей.
У 2007 році Народний Рух України, Українська Народна Партія та УРП «Собор» створюють виборчий блок «Рух — Українська Правиця», куди відмовилися приймати ВО «Свободу» та УКП, на що Тягнибок пообіцяв створити альтернативний проект.
Восени 2007 р. заступник голови ВО «Свобода» і одночасно ідеологічний референт ГО «Патріот України» Олег Однороженко оприлюднив заяву «„Свобода“ versus „Патріот України“», у якій звинуватив ВО «Свободу» у відступі від ідеалів соціального націоналізму і проголосив про остаточний розрив між ВО «Свобода» і ГО «Патріот України».

### Відмінності «нових» і «старих» правих
Засадничим аспектом розбіжностей є антидемократизм та антисистемність Українських нових правих і повна толерація демократичної системи «старими правими». Якщо Українські нові праві прагнуть зміни державно-політичного режиму якісно новою альтернативою, то «старі праві» вимагають тільки персональних змін у владі[джерело?]. Крім того, важливим пунктом розбіжностей між «старими» і «новими» правими є повне неприйняття першими расизму[джерело?].
Відмінність також полягає і в методах боротьби. Якщо Українські нові праві готові втілювати свої ідеали в життя будь-якими засобами, то «старі праві» готові боротися тільки парламентарними методами[джерело?].

### Теперішній стан
Нині в ідеологічному плані чітко себе відмежовують від так званих «старих правих» наступні громадські організації:
- «Патріот України»
- «Українська Альтернатива»
- «Слава і Честь»
- національна дія «Рід»
- Свято-Андріївський козацький курінь
- Українська націонал-трудова партія (УНТП)
- Рух автономних націоналістів
- МГО «Моноліт»

Цілий ряд організацій (деякі напрямки УНА-УНСО, ОУМ «Спадщина», Союз Гетьманців державників та інші) чітко не ідентифікують себе ані з «новими», ані зі «старими» правими. До числа нових правих можна віднести політичну організацію «Соціал-Національна Асамблея», яка ставить за мету відновлення Соціал-Національної партії України для розбудови Великої України.

### 18 жовтня 2008р.
Остаточний розрив Українських нових правих зі «старими» правими відбувся у жовтні 2008 р. Традиційне щорічне вшанування бійців УПА «старі» і «нові» проводили вперше окремо. «Старі» праві традиційно святкували жалобною ходою і молебнем недалеко від центру Києва 14 жовтня, а «нові» праві — 18 жовтня Маршем намагалися прорватися на Хрещатик і розігнати комуністичний мітинг. Але міліція, намагаючись припинити марш, вчинила масову бійку, в результаті якої були затримані 147 українських нових правих і 22 працівників правоохоронних органів потрапили до лікарень із різними ступенями ушкоджень. Проти 8 учасників маршу було порушено кримінальні справи (з них 5 бійців ВГО «Патріоту України», 1 член УНТП, 1 член «Братства» і 1 позаорганізаційний), інші отримали від 1 до 10 діб адміністративного арешту за опір працівникам правоохоронних органів.
В цей же день керівники 8 націоналістичних організацій (ОУН(м), КУН, МНК, «Тризуб» ім. С.Бандери, Центр Національного Відродження ім. С.Бандери, УНА-УНСО, «Українська партія», «Українська справа»), засудили дії учасників Маршу, тим самим остаточно розмежовуючи «старих» і «нових» правих.
8 листопада 2008 р. у м. Києві було проведено нараду керівників Українських нових правих соціал-націоналістичних організацій та прийнято рішення про утворення єдиної соціал-націоналістичної сили — Соціал-Націоналістичної Асамблеї, яка на першому етапі організаційно об'єднала 4 соціал-націоналістичні організації («Патріот України», НД «РіД», ЧПР «Українська Альтернатива» та ГО «СіЧ»). УНТП, Свято-Андріївський козацький курінь та ГО «Тверезий Київ» заявили про своє союзницьке відношення до СНА.